# La Villeneuve-en-Chevrie
La Villeneuve-en-Chevrie é uma comuna francesa na região administrativa da Île-de-France, no departamento de Yvelines. A comuna possui 505 habitantes segundo o censo de 1990.